# Övörchangaj
Övörchangaj (Өвөрхангай аймаг med mongolisk kyrillisk skrift) är en provins i centrala Mongoliet. Den har totalt 111 420 invånare (2000) och en areal på 62 900 km². Provinshuvudstad är Arvajcheer.
Området Karakorum ligger i provinsen.

## Administrativ indelning
Provinsen är indelad i 19 distrikt (sum): Arvayheer, Baruun Bayan-Ulaan, Bat-Öldzij, Bayangol, Bayan-Öndör, Bogd, Bürd, Dzüünbajan-Ulaan, Guchin-Us, Harhorin, Hayrhandulaan, Hujirt, Nariynteel, Ölzijt, Sant, Taragt, Tögrög, Uyanga och Yösönzüyl.